# Arimalam
Arimalam là một thị xã panchayat của quận Pudukkottai thuộc bang Tamil Nadu, Ấn Độ.

## Địa lý
Arimalam có vị trí 10°16′B 78°54′Đ / 10,27°B 78,9°Đ Nó có độ cao trung bình là 66 mét (216 feet).

## Nhân khẩu
Theo điều tra dân số năm 2001 của Ấn Độ, Arimalam có dân số 7811 người. Phái nam chiếm 49% tổng số dân và phái nữ chiếm 51%. Arimalam có tỷ lệ 61% biết đọc biết viết, cao hơn tỷ lệ trung bình toàn quốc là 59,5%: tỷ lệ cho phái nam là 71%, và tỷ lệ cho phái nữ là 52%. Tại Arimalam, 12% dân số nhỏ hơn 6 tuổi.